# Псі-функція Дедекінда
Псі-функція Дедекінда — мультиплікативна арифметична функція, яку ввів німецький математик Ріхард Дедекінд для вивчення  модулярних функцій. 
Значення функції ψ(n) для перших кількох натуральних чисел n:
1, 3, 4, 6, 6, 12, 8, 12, 12, 18, 12, 24 ... (послідовність A001615 з Онлайн енциклопедії послідовностей цілих чисел, OEIS).

## Означення
Псі-функція Дедекінда є арифметичною функцією, тобто є визначеною на множині натуральних чисел. За означенням ψ(1)  = 1. Для інших чисел можна дати кілька еквівалентних означень:
- Для {\displaystyle n\geqslant 2:}

{\displaystyle \psi (n)=n\prod _{p|n}\left(1+{\frac {1}{p}}\right),}
де добуток береться за всіма простими числами p, що ділять n.
- Якщо розклад числа {\displaystyle n\geqslant 2} на прості множники є {\displaystyle n=p_{1}^{a_{1}}\ldots p_{k}^{a_{k}},} де всі {\displaystyle a_{i}>0} то значення функції є рівним:

{\displaystyle \psi (n)=(p_{1}+1)p_{1}^{a_{1}-1}\ldots (p_{k}+1)p_{k}^{a_{k}-1}.}
- Функцію ψ для степенів простих чисел p є рівною {\displaystyle \psi (p^{n})=(p+1)p^{n-1}} і, до того ж вона є мультиплікативною, тобто для двох взаємно простих чисел {\displaystyle m} і {\displaystyle n} виконується рівність {\displaystyle \psi (mn)=\psi (m)\psi (n).} Ці дві властивості дозволяють визначити значення функції для довільного натурального числа.
- Означення функції Дедекінда можна дати також за допомогою згортки Діріхле

{\displaystyle \psi (n)=\mathrm {Id} *|\mu |(n)=\mathrm {Id} *\mu ^{2}(n)}
де {\displaystyle \mathrm {Id} (n)=n}, а {\displaystyle \mu (n)} є функцією Мебіуса.
- Якщо {\displaystyle a|n} нехай {\displaystyle e(a)} позначає найбільший спільний дільник чисел {\displaystyle a} і {\displaystyle {n \over a}.} Тоді:

{\displaystyle \psi (n)=\sum _{a|n}({a \over e(a)})\varphi (e(a))}
де {\displaystyle \varphi } — функція Ейлера.

## Властивості
- Значення функції ψ(n) є більшим, ніж n для всіх n більших 1 і є парним для всіх n більших, ніж 2.

- Псі-функція Дедекінда є мультиплікативною.

- Якщо n є вільним від квадратів числом, то ψ(n) = σ(n).

- Ряд Діріхле функції Дедекінда пов'язаний  із дзета-функцією Рімана співвідношенням

{\displaystyle \sum {\frac {\psi (n)}{n^{s}}}={\frac {\zeta (s)\zeta (s-1)}{\zeta (2s)}}.}

## Функції Дедекінда вищих порядків
Узагальненням псі-функції є функції
{\displaystyle \psi _{k}(n)={\frac {J_{2k}(n)}{J_{k}(n)}}}
де k є натуральними числами, а {\displaystyle J_{k}} є арифметичними функціями Жордана: {\textstyle J_{k}(n)=n^{k}\prod _{p|n}\left(1-{\frac {1}{p^{k}}}\right).\,}
Еквівалентно можна дати означення через згортку Діріхле:
{\displaystyle \psi _{k}(n)=n^{k}*\mu ^{2}(n)}.
Ряди Діріхле для цих функцій пов'язані із дзета-функцією співвідношеннями:
{\displaystyle \sum _{n\geqslant 1}{\frac {\psi _{k}(n)}{n^{s}}}={\frac {\zeta (s)\zeta (s-k)}{\zeta (2s)}}}.
Якщо позначити
{\displaystyle \epsilon _{2}=1,0,0,1,0,0,0,0,1,0,0,0,0,0,0,1,0,0,0\ldots }
характеристичну функцію квадратів, то згортка цієї функції із узагальненою функцією Діріхле є рівною функції σk,
{\displaystyle \epsilon _{2}(n)*\psi _{k}(n)=\sigma _{k}(n)}.